# Szabó Ernő (színművész)

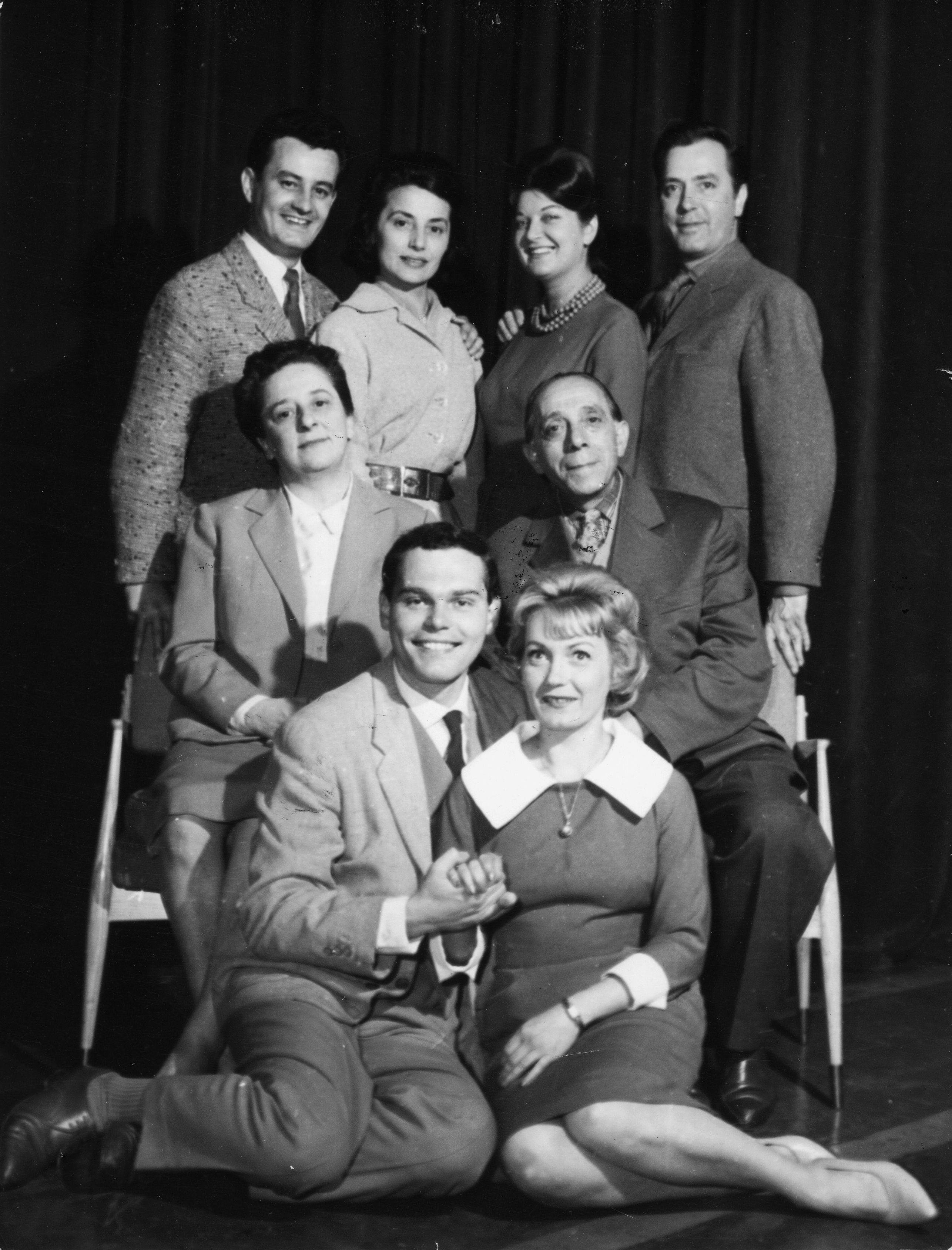
Szabó Ernő (jobb oldalon ül) 1960-ban, A Szabó család című rádiós szappanopera szereplőivel

Szabó Ernő, teljes nevén: Szabó Ernő Pál Miklós (Kassa, 1900. június 30. – Budapest, 1966. február 10.) magyar színművész, Szabó Ottó színész apja, Neményi Lili színésznő féltestvére.

## Családja
Többgenerációs színészcsaládból származott. Édesapja Szabó Pál (Kecskemét, 1874. június 25. – Budapest, 1952. december 22.) színész, édesanyja Szelényi Ilona (Polgár Ilona, Nagyszentmiklós, 1881. október 28. – Budapest, 1956. május 7.) színésznő, anyai nagyszülei Polgár Sándor (1861 – 1938. december) színész-rendező és Szelényi Emília erdélyi színésznő. Apai nagyszülei Szabó Lipót vendéglős és Armuth Rozália. Anyai nagyanyai dédszülei Szelényi Károly és Rácz Mária színészek. Édesapja, Szabó Pál, marosvásárhelyi színész 1899. október 4-én Sárospatakon feleségül vette Polgár Ilonát, de még gyermekük születése előtt elhagyta. Ernőt kezdetben az apa családja vette magához. 1902-ben megszületett édesanyja második gyermeke Neményi László színigazgatótól, Szelényi Lili, aki később Neményi Lili néven ismert színésznővé vált.

## Életpályája
Apai rokonai csak rövid ideig nevelték. Ezután árvaházba került, és itt maradt 11 éves koráig. Ekkor nagybátyjához került Hajdúböszörménybe. Ezután anyai nagyanyja, Szelényi Emília vette magához, féltestvérével együtt. Kezdetben Debrecenben éltek, majd nagyanyja Nagykárolyban vásárolt házat. Itt laktak 1921-ig.
Édesanyja feleségül ment Neményi Lipót Lászlóhoz, aki egyébként 1908-ban megnyitotta a nagykárolyi színházat. Itt kezdte Szabó Ernő színészi pályafutását (1917–1921). Kezdetben táncos komikus, később buffói szerepeket is vállalt.
1921 és 1935 között vándortársulatokban lépett fel. 1935 és 1937 között a Pécsi Nemzeti Színház tagjaként működött. 1937 és 1939 közt Horváth Árpád debreceni társulatának tagja, és a színház rendezője. 1939 és 1940 közt Erdélyi Mihály budapesti társulatának tagja, közben fellépett a Royal Revü Varietében is.
1940-től Nagyváradon játszott. Erdély visszacsatolásakor ott maradt, majd megkapta a román állampolgárságot. 1946-ban a marosvásárhelyi Székely Színház egyik alapító tagja lett. 1946–1955 között a marosvásárhelyi Székely Színház vezető művésze, és későbbiekben rendezője is. Ezen időszakban ő rendezte a bemutatott darabok nagy részét Tompa Miklóssal, Kovács Györggyel, Delly Ferenccel. Ez az ún. „nagy rendezői négyes” állami kitüntetésben is részesült, és maga Szabó Ernő Érdemes Művész kitüntetést kapott. Idővel a Színművészeti Intézet tanárává nevezték ki, Marosvásárhelyt.
15 esztendőnyi távollét után, 1955-ben hazatért. Magyar állampolgárságért folyamodott, majd 1956 tavaszán-nyarán forgatni kezdett. Első két filmje mindjárt meghatározó jelentőségű. A Tanár úr kéremben antikváriust alakított. A Fábri Zoltán rendezte Hannibál tanár úr című filmben Nyúl Béla alakítása a magyar filmtörténet kimagasló alkotásává tette a filmet, Szabó Ernő megrendítő és szívszorító játékával.
Kezdetben a Néphadsereg Színházában kapott szerepeket, majd tagja is lett a régi Vígszínház akkor e néven ismert társulatának. Később az Operett Színházban játszott, de egyre kevésbé volt elégedett epizódjellegű szerepeivel. A továbbiakban visszatért a Vígszínházhoz. Utoljára, nyugdíjba menetele előtt nem sokkal a József Attila Színházban szerepelt, nyugdíjaztatását is itt kérte 1964-ben.
1959-től haláláig A Szabó család folytatásos rádiójáték névadó főszerepét játszotta hetente Gobbi Hilda oldalán. Halálakor közkívánatra a szerep nem halt meg, Rajz János folytatta.

## Házassága és tágabb családja
1922. augusztus 31-én Erzsébetfalván, feleségül vette a római katolikus morvaországi Dubicko melletti Horní Olešná (németül: Ulischen) nevű községből származó Topits családból való Topits Mária (Budapest, 1898. március 10.–Budapest, 1971. március 20.) kisasszonyt, aki a szegény ágából származott a jómódú nagypolgári budapesti tésztagyáros családnak; apja Topits János (1864–1925), gyári gépmunkás, anyja Link Katalin (1864–1925). Az apai nagyszülei idősebb Topits János (1831–1884), balinkai iskola igazgató (ludirector) és Miller Julianna (1835–1910) voltak. Dédszülei Topits Ferenc (1803–1868), várpalotai fűszerkereskedő és Menda Jozefa (1812–1845) voltak. Az utóbbi Topits Ferencnek az unokaöccse Topits József (1824–1876), a  Topits József fia Első magyar gőztésztagyár (Erste ungarische Dampfmehlspeisenfabrik) alapítója és tulajdonosa, amely Magyarország első tésztagyára volt, az Országos Iparegyesület vegyészeti iparbizottság tagja, pesti virilista. Szabó Ernőné Topits Mária és Topits József tészagyáros közös ősapja Topits József (1756–1812), isztiméri kántor-tanító, jegyző volt, aki Morvaországból érkezett Isztimérre oktatóként Nusz János Gotthárd (1720–1783) kántor-tanító helyére a gróf Zichy kegyuraság meghívására.

## Filmjei
- Ha egyszer húsz év múlva (1964)
- Új Gilgames – Sonneborn, könyvárus (1964)
- Fotó Háber (1963)
- Párbeszéd – ezredes (1963)
- Az aranyember – Ali Csorbadzsi (1962)
- Fagyosszentek (1962)
- Angyalok földje – Keresztes bácsi (1962)
- Áprilisi riadó (1962)
- Házasságból elégséges – Körmendi, Árpi apja (1962)
- Jó utat, autóbusz – Patak Feri bácsi (1961)
- Nem ér a nevem (1961)
- Az arcnélküli város – Vészi (1960)
- Fűre lépni szabad – utas a vonaton (1960)
- Két emelet boldogság – Varga, házmester (1960)
- Három csillag – színész (1960)
- Virrad (1960)
- Pár lépés a határ – Schönfeld (1959)
- Szerelem csütörtök (1959)
- Játék a szerelemmel – a méhészet igazgatója (1959)
- A fekete szem éjszakája – Rezeda (1959)
- Bogáncs – Oszkár (1959)
- Álmatlan évek (1959)
- Kard és kocka – Pöschl (1959)
- Felfelé a lejtőn – főkönyvelő (1958)
- Égrenyíló ablak – festő (1959)
- Don Juan legutolsó kalandja (1958)
- Razzia (1958/I)
- Micsoda éjszaka! – Huffnágel Jenő (1958)
- Vasvirág – Fischer (1958)
- Láz - Alexárd (1957)
- Bolond április (1957)
- Gerolsteini kaland – Árgus rendőrfőnök (1957)
- Tanár úr kérem… – antikvárius (1956)
- Dollárpapa – Leihner Rudolf, kereskedő (1956)
- Hannibál tanár úr – Nyúl Béla (1956)

## Magyar Rádió

### Daljáték
- Kemény Egon – Gál György Sándor – Erdődy János: „Komáromi farsang” (1957) Daljáték 2 részben Csokonai Vitéz Mihály – Ilosfalvy Róbert, Zenthe Ferenc, Lilla – Házy Erzsébet, Korompai Vali, Deák Sándor, Gönczöl János, Berky Lili, Bilicsi Tivadar, Korponay báró - Szabó Ernő, Hlatky László, Fekete Pál, Lehoczky Éva, Völcsey Rózsi, Gózón Gyula, Rózsahegyi Kálmán A Magyar Rádió Szimfonikus Zenekarát Lehel György vezényelte Zenei rendező: Ruitner Sándor Rendező: László Endre

### Hangjátékok
- A Szabó család (1959-1966) – Szabó bácsi
- Drzsics, Marin: Dundo Maroje (1958)
- Heltai Jenő: Jaguár (1958)
- Kun Imre: És elmentek hozzá az emberek... (1958)
- Lovik Károly: Az aranypolgár (1958)
- Illés Endre: Hazugok (1959)
- Kosztolányi Dezső: Pacsirta (1961) – Ákos
- Mándy Iván, László Endre: Robin Hood kalandjai (1962)

## Díjai
- Román Népköztársaság Állami Díja (1954)
- Érdemes művész (1959)
- Kiváló művész (1965)

## Diszkográfia
- Kemény Egon – Gál György Sándor – Erdődy János: „Komáromi farsang” daljáték, Breaston & Lynch Média, 2019